# Sassnitz
Sassnitz (do 1993 roku Saßnitz) – miasto na północnym wschodzie wyspy Rugia w Niemczech, w kraju związkowym Meklemburgia-Pomorze Przednie, w powiecie Vorpommern-Rügen, na półwyspie Jasmund, nad zatoką Prorer Wiek, ok. 220 km na północ od centrum Berlina. Pod koniec 2010 roku liczyło 10 366 mieszkańców. W mieście rozwinął się przemysł rybny.

## Toponimia
Nazwa pochodzenia słowiańskiego, pierwotna forma Sosnica od słowa sosna. Stanisław Kozierowski na określenie miejscowości użył nazwy Sośnica, która używana jest też współcześnie.

## Geografia i turystyka
Na północ od Sassnitz, na kredowym półwyspie Jasmund zlokalizowany jest Park Narodowy Jasmund z klifowymi formacjami skalnymi m.in. Wissower Klinken, Stubbenkammer i centrum wystawowo-edukacyjnym Königsstuhl.
W porcie znajduje się okręt muzeum HMS Otus
Kilka kilometrów na południe od miasta, w Neu Mukran, znajduje się terminal promowy Sassnitz zapewniający połączenie morskie z krajami skandynawskimi.
Dzielnice (obszary) Sassnitz:
| - Blieschow - Buddenhagen - Dargast - Dubnitz - Klementelvitz | - Mukran - Neu Mukran - Promoisel - Rusewase - Stubbenkammer |

## Historia

### Przynależność polityczno-administracyjna Sassnitz
- 1945–1949: Radziecka Strefa Okupacyjna, Meklemburgia-Pomorze Przednie
- 1949–1952: Niemiecka Republika Demokratyczna, kraj związkowy Meklemburgia
- 1952–1989: Niemiecka Republika Demokratyczna, Okręg Rostock, powiat Rügen
- 1990-3 września 2011: Niemcy, Meklemburgia-Pomorze Przednie, powiat Rügen
- 4 września 2011 - teraz: Niemcy, Meklemburgia-Pomorze Przednie, powiat Vorpommern-Rügen

## Demografia
- 2004 - 10 920 mieszk.
- 2005 - 10 903 mieszk.
- 2006 - 10 747 mieszk.
- 2019 - 10 366 mieszk.

## Współpraca
- Cuxhaven, Dolna Saksonia
- Huai’an, Chiny
- Kingisepp, Rosja
- Trelleborg, Szwecja

## Zdjęcia

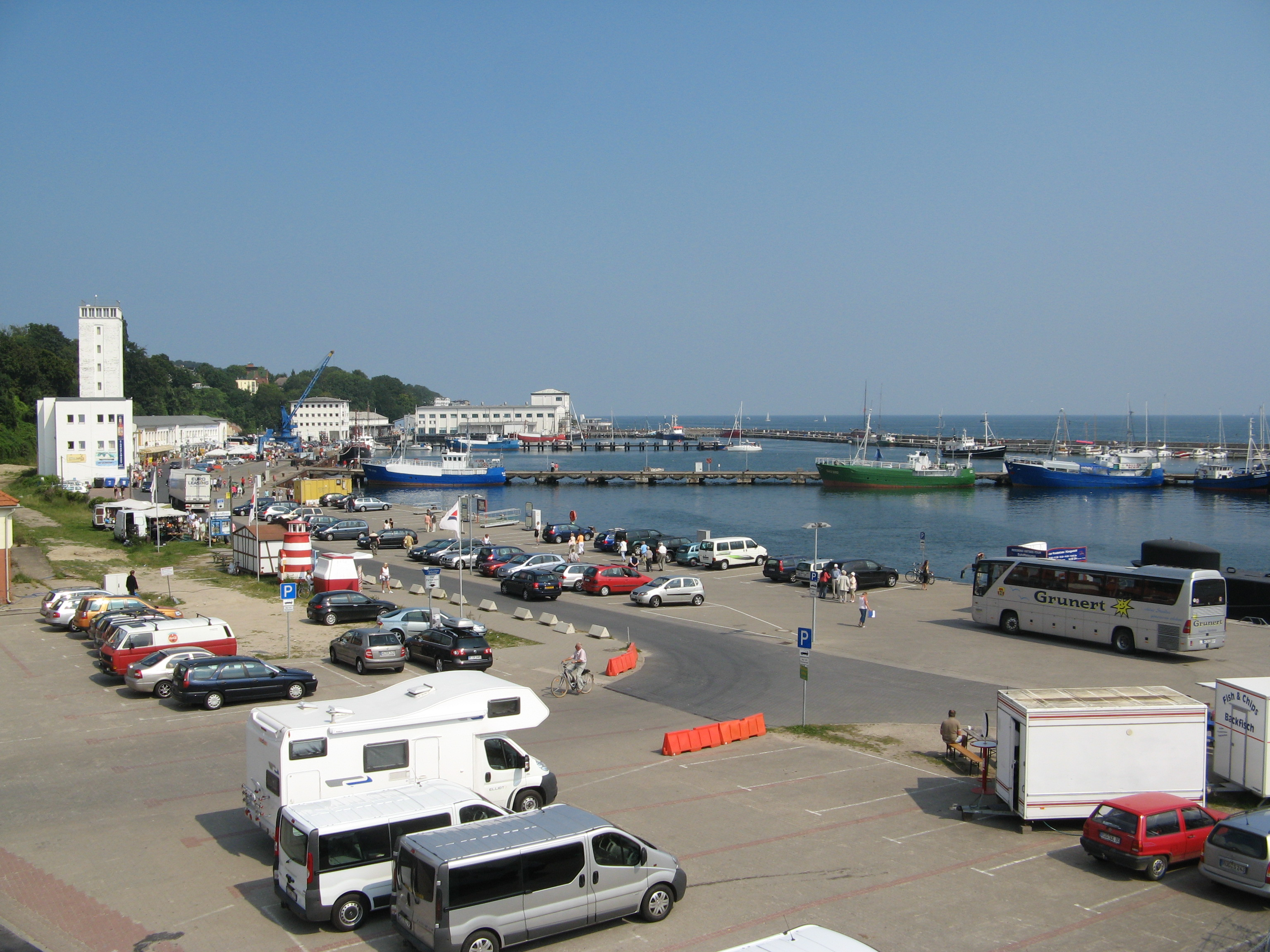
Port w Sassnitz, 2007
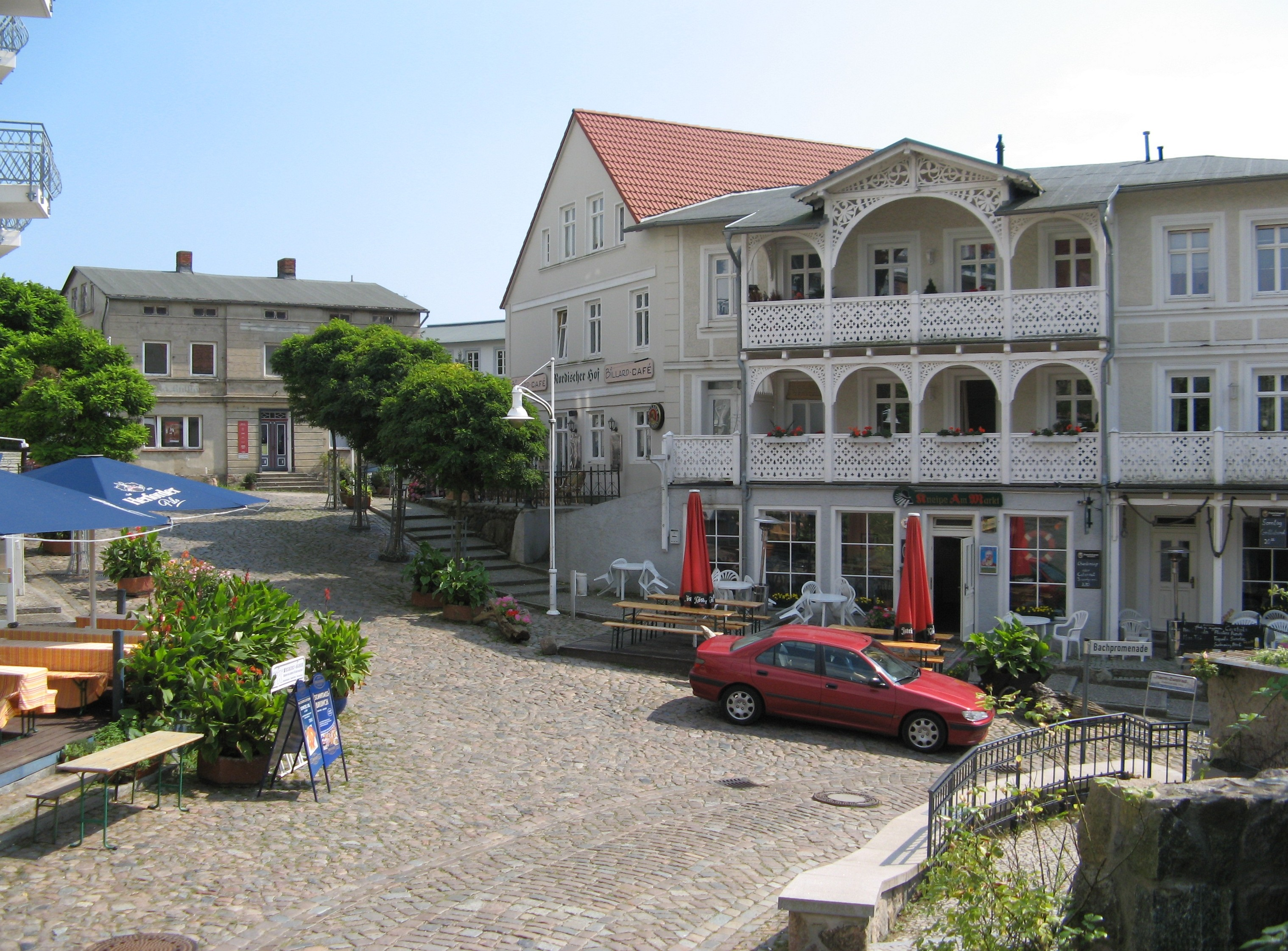
Rynek w Sassnitz, 2007
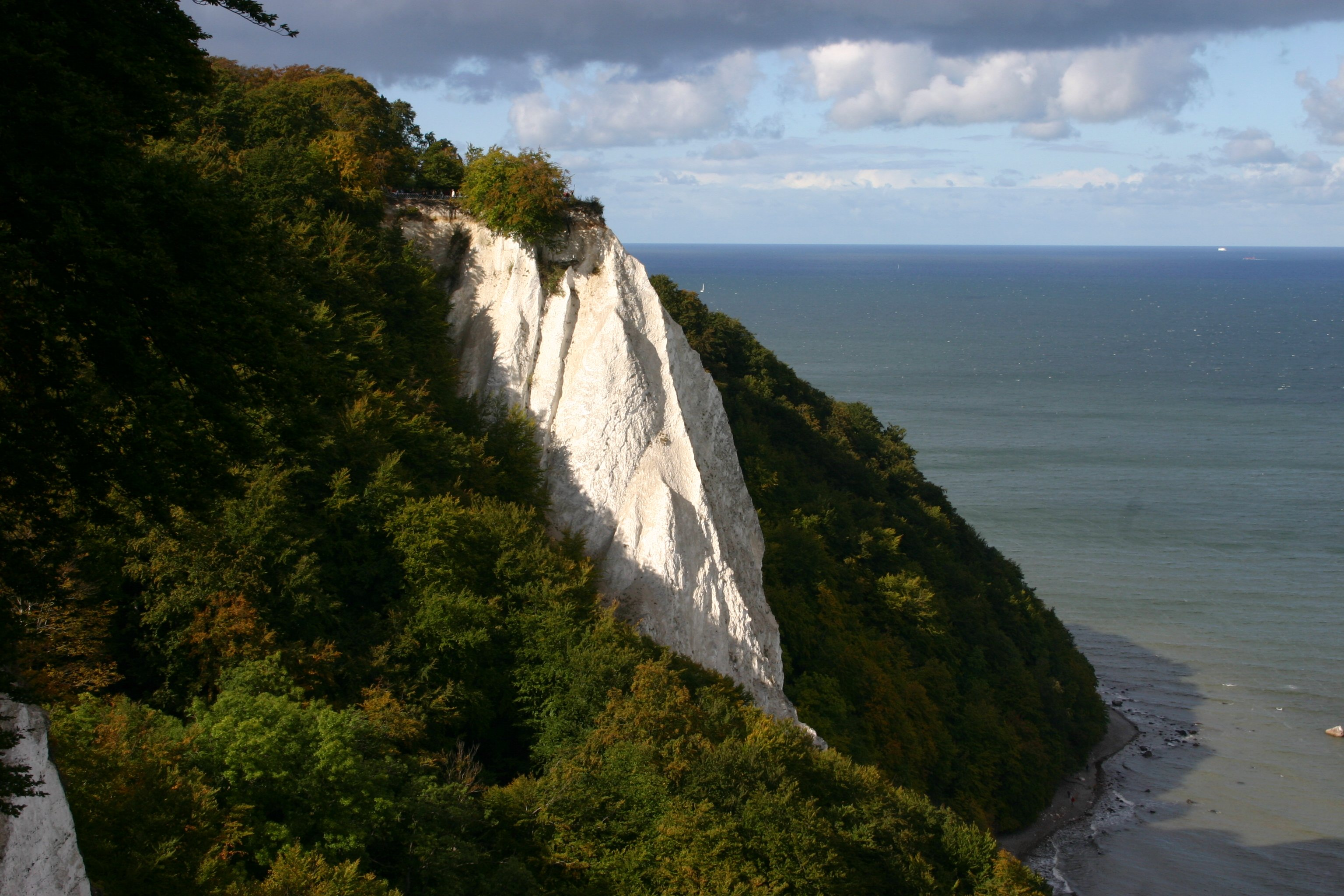
Kredowe urwiska, Sassnitz, 2005